# Чахкиев, Рахим Русланович
Рахи́м Русла́нович Чахки́ев (род. 11 января 1983, Тобольск, Тюменская область, СССР) — российский боксёр-профессионал, ингушского происхождения, выступавший в первой тяжёлой весовой категории. Олимпийский чемпион (2008). Серебряный призёр чемпионата мира (2007). Чемпион Европы среди юниоров (2001). Чемпион России среди любителей (2007). Чемпион мира по версии IBO (2015), чемпион Европы по версии EBU (2014) в первом тяжёлом весе. Заслуженный мастер спорта по боксу (2008).

## Любительская карьера
Начал заниматься боксом в 1995 году под руководством Руслана Чапанова. В 1999 году выиграл первенство России среди спортивных школ в весовой категории 81 кг. В той же категории в 2001 году стал чемпионом Европы среди юниоров в Боснии и Герцеговине.
На чемпионате России выиграл золото (2002), серебро (2004), бронзу (2005 и 2006).
В 2006 году в категории 91 кг занял первое место на Кубке мира в Азербайджане и на чемпионате мира среди военнослужащих в Германии.
В 2007 году завоевал титул чемпиона России и серебро на чемпионате мира в США. Проиграл в финале судейским решением итальянцу Клементе Руссо (6:7).
В 2008 году, на матчевой встрече Россия—США в Магнитогорске, проиграл близким решением Деонтею Уайлдеру (11-10).
Под руководством личных тренеров Руслана Чапанова и Филиппа Яковлева в 2008 году стал олимпийским чемпионом в Пекине.
В 2009 году Чахкиев завершил любительскую карьеру и подписал контракт с промоутерской компанией Universum Box-Promotion. До конца 2016 года он будет тренироваться в центре Universum Gym в Гамбурге под руководством тренерской группы знаменитого Майкла Тимма. Его тренирует экс-чемпион мира Артур Григорян.

### Олимпийские игры 2008
- Победил Мазахери Али (Иран) 7:3;
- Победил Джона М’Бумба (Франция) 18:9;
- Победил Осмай Акоста (Куба) 10:5;
- Победил Клементе Руссо (Италия) 4:2;

## Профессиональная карьера
На профессиональном ринге Чахкиев дебютировал в ноябре 2009 года в тяжёлой весовой категории.
28 января 2012 года Чахкиев победил по очкам соотечественника Александра Котлобая и завоевал балтийский титул по версии WBC. В следующем бою защитил титул против американца Джейдона Картингтона (20-2). В мае 2012 года нокаутировал американского джорнимена Зака Пейджа.

### Чемпионский бой с Кшиштофом Влодарчиком
После победы над Андресом Тейлором Чахкиев получил право на чемпионский бой по версии WBC с действующим чемпионом Кшиштофом Влодарчиком. Бой состоялся в качестве главного события вечера бокса в Москве 21 июня 2013 года.
Чахкиев начал бой в своей характерной манере — с резких многоударных атак с большим количеством силовых ударов. Это позволило ему захватить преимущество и выиграть первые четыре раунда со счетом 40-35, 40-34, 40-35 (в 3 раунде Влодарчик побывал в нокдауне). Однако уже в 6 раунде Влодарчик перехватил инициативу и сумел отправить Чахкиева в нокдаун коротким левым хуком после клинча. После этого Чахкиев стал меньше комбинировать, возможно из-за накопившейся усталости, и всё чаще пропускать контрудары. Ещё один почти идентичный левый хук вновь отправил Чахкиева в нокдаун в 7 раунде. В 8 раунде инициатива полностью была на стороне действующего чемпиона, и после двух подряд нокдаунов после точных контрвыпадов Влодарчика Чахкиев отказался от продолжения боя.

### Бой с Энтони Райтом
22 мая 2015 года в ДС Лужники, Москва (Россия) состоялся бой за вакантный титул чемпиона мира по версии IBO между Рахимом Чахкиевым и Энтони Райтом в котором российский боксёр победил нокаутом в 8 раунде на 2 минуте 49 секунде боя и стал обладателем чемпионского пояса.

### Бой с Ола Афолаби
4 ноября 2015 года Афолаби нокаутировал Рахима Чахкиева и завоевал титул чемпиона мира по версии IBO.

### Бой с Максимом Власовым
3 декабря 2016 года нокаутировал в 7 раунде Рахима Чакиева в очень зрелищном поединке. Уже в 1-м раунде Чахкиев был неоднократно потрясён. Во 2-м раунде Рахиму отсчитали нокдаун после короткого удара справа. После этого он мог ещё несколько раз отправиться на настил ринга, однако чудом держался на ногах после потрясений. Всё могло закончиться уже на шестой минуте боя, во втором раунде на экране трансляции ошибочно было указано время раунда, по которому у Власова в конце раунда оставалось ещё 15 секунд, по факту раунд длился положенные 3 минуты. Власов полностью контролировал ход встречи. В 3-м и 4-м раундах Максим взял паузу и дал поработать противнику. В конце относительно спокойного 5-го раунда самарец ещё раз отправил соперника в нокдаун: попал прямым справа в каёмочку. В середине 6-го раунда Чахкиев явил чудо, неожиданно опрокинув фаворита на настил ринга мощным ударом по печени. Несколькими секундами позднее Максим поквитался с обессиленным обидчиком, ещё раз отправив того в нокдаун тычком правой. Потрясающий раунд. В начале 7-й трёхминутки Власов уложил Чакхиева в нокаут серией ударов с обеих рук.

## Результаты профессиональных боёв
В таблице перечислены результаты всех поединков боксёров.
В каждой строке указан результат поединка. Дополнительно номер поединка обозначен цветом, который обозначает итог поединка. Расшифровка обозначений и цветов представлена в нижеследующей таблице.
| Пример | Расшифровка                     |
| ------ | ------------------------------- |
|        | Победа                          |
|        | Ничья                           |
|        | Поражение                       |
|        | Планируемый поединок            |
|        | Поединок признан несостоявшимся |
| КО     | Нокаут                          |
| ТКО    | Технический нокаут              |
| PTS    | Решение судей (по очкам)        |
| UD     | Единогласное решение судей      |
| MD     | Решение большинства судей       |
| SD     | Раздельное решение судей        |
| RTD    | Отказ от продолжения боя        |
| DQ     | Дисквалификация                 |
| NC     | Поединок признан несостоявшимся |

| 26 Побед (19 нокаутов), 3 Поражения (3 нокаута) |                                 |     |               |                  |                                                                         | |
| Результат                                       | Оппонент                        | Тип | Раунд, Время  | Дата             | Место                                                                   | Дополнительно |
| 26-3                                            | Максим Власов (35-2)            | TKO | 7 (12), 0:17  | 3 декабря 2016   | Мегаспорт, Москва, Россия                                               | Бой за вакантный титул WBA International в 1-м тяжёлом весе.                                                                                  |
| 26-2                                            | Алехандро Эмилио Валори (21-10) | КО  | 2 (10)        | 9 сентября 2016  | Крылья Советов, Москва, Россия                                          | |
| 25-2                                            | Тамаш Лоди (18-6-2)             | UD  | (8)           | 21 мая 2016      | Мегаспорт, Москва, Россия                                               | Счёт судей: 80-72, 79-73, 80-72. |
| 24-2                                            | Ола Афолаби (21-4-4)            | KO  | 5 (12), 1:44  | 4 ноября 2015    | Татнефть-Арена, Казань, Россия                                          | Защита титула чемпиона мира в 1-м тяжёлом весе по версии IBO.                                                                                 |
| 24-1                                            | Гамильтон Вентура (14-1-1)      | UD  | (8)           | 24 сентября 2015 | КРЦ Арбат, Москва, Россия                                               | Чахкиев в нокдауне в 3-м раунде. Вентура в нокдауне в 4-м раунде. Счёт судей: 77-74, 76-75, 77-73.                                            |
| 23-1                                            | Джуниор Энтони Райт (13-0-1)    | KO  | 8 (12), 2:39  | 22 мая 2015      | ДС Лужники, Москва, Россия                                              | Бой за вакантный титул чемпиона мира в 1-м тяжёлом весе по версии IBO.                                                                        |
| 22-1                                            | Валерий Брудов (42-5-0)         | KO  | 4 (10)        | 10 апреля 2015   | ДС Лужники, Москва, Россия                                              | |
| 21-1                                            | Джексон Жуниор (15-1-0)         | TKO | 4 (10), 2:26  | 28 ноября 2014   | ДС Лужники, Москва, Россия                                              | |
| 20-1                                            | Джакоббе Фрагомени (32-4-2)     | KO  | 4 (12)        | 24 октября 2014  | ДС Лужники, Москва, Россия                                              | Бой за титул чемпиона Европы в весовой категории до 90,7 кг.                                                                                  |
| 19-1                                            | Сантандер Сильгадо (25-1-0)     | UD  | 12            | 30 мая 2014      | ДС Лужники, Москва, Россия                                              | Бой за титул WBC Silver, первая защита Чахкиева.                                                                                              |
| 18-1                                            | Юхо Хаапоя (20-4-1)             | TKO | 9 (12), 0:26  | 15 марта 2014    | ДС Крылатское, Москва, Россия                                           | Бой за титул WBC Silver. |
| 17-1                                            | Джулиан Илие (20-6-2)           | KO  | 10 (10), 0:49 | 5 октября 2013   | СК Олимпийский, Москва, Россия                                          | |
| 16-1                                            | Кшиштоф Влодарчик (47-2-1)      | TKO | 8 (12), 2:03  | 21 июня 2013     | ДС Крылатское, Москва, Россия                                           | Бой за титул чемпиона мира WBC в тяжёлом весе, 5-я защита Влодарчика. Влодарчик в нокдауне в 3 раунде, Чахкиев в нокдаунах в 6, 7, 8 раундах. |
| 16-0                                            | Андрес Тейлор (21-2-2)          | UD  | 10            | 10 ноября 2012   | O2 World Arena, Гамбург, Германия                                       | |
| 15-0                                            | Эпифанио Мендоза (34-14-1)      | KO  | 9 (10), 2:34  | 12 октября 2012  | Sporthalle, Wandsbek, Гамбург, Германия                                 | Бой за Балтийский титул WBC в тяжёлом весе, 2-я защита Чахкиева.                                                                              |
| 14-0                                            | Зак Пейдж (21-38-2)             | TKO | 6 (8), 1:35   | 11 мая 2012      | EWS арена, Гёппинген,Баден-Вюртемберг, Германия                         | |
| 13-0                                            | Джейдон Кодрингтон (20-2-0)     | KO  | 1 (10), 1:56  | 21 апреля 2012   | Спорт и Конгресс Центр, Шверин,Мекленбург-Передняя Померания, Германия  | Бой за Балтийский титул WBC в тяжёлом весе, 1-я защита Чахкиева.                                                                              |
| 12-0                                            | Александр Котлобай (21-2-1)     | UD  | 10            | 28 января 2012   | Гранд Елиси, Гамбург, Германия                                          | Бой за Балтийский титул WBC в тяжёлом весе, 2-я защита Котлобая. Котлобай побывал в нокдауне в 3-м раунде.                                    |
| 11-0                                            | Майкл Симмс (21-14-2)           | KO  | 4 (10), 1:43  | 24 сентября 2011 | Дима-Спортцентр, Гамбург, Германия                                      | Симмс побывал в нокдауне во 2-м раунде. |
| 10-0                                            | Харви Джолли (11-16-1)          | KO  | 3 (4), 2:18   | 9 апреля 2011    | Эм-Джи-Эм Гранд, Лас-Вегас, США                                         | Джолли побывал в нокдауне во 2-м раунде, а в 3-м присел на одно колено.                                                                       |
| 9-0                                             | Алекс Могилевски (12-5-0)       | TKO | 1 (6), 3:00   | 26 марта 2011    | Юниверсум, Гамбург, Германия                                            | |
| 8-0                                             | Лукаш Русиевич (9-9-0)          | UD  | 8             | 4 декабря 2010   | Спорт и Конгресс Центр, Шверин, Мекленбург-Передняя Померания, Германия | |
| 7-0                                             | Крис Томас (17-14-2)            | KO  | 1 (8), 2:59   | 19 ноября 2010   | Юниверсум, Гамбург, Германия                                            | |
| 6-0                                             | Лукаш Русиевич (8-8-0)          | UD  | 6             | 3 августа 2010   | Порше-Арена, Штутгарт, Германия                                         | Судьи: 60-54 ; 60-55 ; 60-54 в пользу Чахкиева.                                                                                               |
| 5-0                                             | Славомир Селицкий (15-6-1)      | KO  | 1 (6), 1:22   | 24 апреля 2010   | Спортхолл, Гамбург, Германия                                            | |
| 4-0                                             | Рене Хюбнер (25-15-2)           | RTD | 4 (6), 3:00   | 17 апреля 2010   | Борделэндхолл, Магдебург, Германия                                      | |
| 3-0                                             | Игорь Пилипенко (3-5-2)         | TKO | 2 (6), 2:14   | 12 декабря 2009  | Спорт и Конгресс Центр, Шверин, Мекленбург-Передняя Померания, Германия | |
| 2-0                                             | Денис Соломко (10-19-0)         | KO  | 2 (4), 0:47   | 21 ноября 2009   | Спаркассен-Арена, Киль, Германия                                        | |
| 1-0                                             | Тайар Мехмед (1-0-0)            | KO  | 2 (4)         | 10 октября 2009  | Стадтхолл, Росток, Германия                                             | |

## Награды и звания
- Орден Дружбы — За большой вклад в развитие физической культуры и спорта, высокие спортивные достижения на Играх XXIX Олимпиады 2008 года в Пекине[4]
- Заслуженный мастер спорта России